# Sandaraque
 (janvier 2024).
Si vous disposez d'ouvrages ou d'articles de référence ou si vous connaissez des sites web de qualité traitant du thème abordé ici, merci de compléter l'article en donnant les références utiles à sa vérifiabilité et en les liant à la section « Notes et références ».
La sandaraque (du grec ancien σανδαράκη / sandarákê, réalgar) ou sandarac est une résine végétale extraite du cyprès de l'Atlas (Tetraclinis reticulata), originaire d'Afrique du Nord. Elle se présente sous forme de larmes ou de grains. Elle s'utilise fréquemment dans la composition des vernis à alcool dont elle assure la transparence. Elle est en partie dissoute à chaud dans l'huile. Son point de fusion est de 140 °C. Elle fond en se boursouflant.
Connue depuis l’Antiquité, elle est très fréquemment utilisée. Dès le VIIIe siècle, elle sert à la confection de vernis gras du Moyen Âge. C’était, avec la résine mastic, la résine de choix pour la confection des vernis. Elle se rapproche beaucoup de la colophane mais elle est moins sensible à l’oxydation.
Insoluble dans l’eau, partiellement soluble dans l’essence de térébenthine, elle est soluble dans l’éthanol, l’éther et l’acétone (contrairement au mastic, elle donne une solution claire dans l’alcool). Pour la dissoudre dans l’huile, il faut préalablement la fondre, de même si l’on veut la dissoudre dans l’essence de térébenthine, sans cela elle se ramollit en une masse plastique sans se dissoudre.
La sandaraque entre dans la composition des vernis durs, incolores et brillants, applicables au pinceau.
Elle est utilisée en lutherie, en ébénisterie ou en entomologie en formulation dans l'Euparal (en).